# Colin Ward
Colin Ward (Wanstead, 14 agosto 1924 – Ipswich, 11 febbraio 2010) è stato un architetto e urbanista britannico.
David Goodway lo definì in Conversazioni con Colin Ward una delle principali figure legate all'anarchismo e al pensiero radicale a livello internazionale dal secondo dopoguerra ai nostri giorni.

## Biografia
Colin Ward cresce in un ambiente impegnato politicamente, che gli offre la possibilità di incontrare figure dell'ambito politico e sociale dell'Inghilterra degli anni trenta.
Suo padre Arnold, insegnante elementare, è un attivo sostenitore del Partito Laburista. Il primo impiego di Colin è in una ditta che costruisce rifugi antiaerei. Poi è assunto presso l'ufficio tecnico del comune di Ilford, un posto che gli fa aprire gli occhi sul trattamento ineguale ricevuto dagli inquilini delle case comunali: alcuni vedono immediatamente soddisfatte le richieste di riparazioni, mentre altri che si trovano agli ultimi posti di una gerarchia non dichiarata devono aspettare un'eternità.
Nel 1942, durante la seconda guerra mondiale, Ward è chiamato alle armi ed è allora che entra in contatto con il pensiero anarchico. Destinato a Glasgow, l'unica città britannica che abbia prodotto un movimento anarchico autenticamente locale, può partecipare alle riunioni anarchiche che si tengono nella città. Ward è influenzato da Frank Leech, un ex minatore che gestisce un negozio, il quale lo sollecita a inviare articoli alla rivista War Commentary di Londra: il primo, dal titolo Allied Military Government, riguarda il nuovo ordine che si vuol dare all'Europa liberata.
Nell'aprile del 1945, quattro membri della redazione di War Commentary sono incriminati con l'accusa di fomentare il malcontento tra le forze armate. Ward è uno dei quattro militari abbonati alla rivista chiamati a testimoniare dall'accusa: nonostante tutti e quattro testimonino di non essere divenuti ostili alle forze armate dopo la lettura del giornale, tre dei membri della redazione (Philip Sansom, John Hewetson e Vernon Richards) vengono condannati a nove mesi di carcere.
Nel 1947, appena terminato di prestare servizio nell'esercito, gli viene offerto di entrare nella redazione della rivista Freedom (testata che riprende il posto di War Commentary). Freedom riceve contributi d'importanti autori anarchici come Herbert Read e Alex Comfort, nonché di politologi come Geoffrey Ostergaard. All'inizio degli anni cinquanta, cominciano a emergere le sue tematiche caratteristiche: l'abitare, lo spazio urbano, il controllo operaio e l'auto-organizzazione in fabbrica, i metodi per rendere economicamente sostenibile le attività agricole, la decolonizzazione.
Dal 1952 al 1960, Ward è primo assistente dello studio Shepheard & Epstein, che si occupa della progettazione di edifici scolastici e di case popolari. Nel 1961, fonda e dirige fino al 1970 il mensile Anarchy, che ha rappresentato nel panorama dell'editoria un esempio riuscito di confronto diretto e pratico dell'anarchismo con le più interessanti acquisizioni negli ambiti scientifico, sociale, culturale moderno. Con Anarchy, Ward è riuscito in qualche modo a far "rientrare l'anarchismo nel flusso vitale dell'intellettualità", grazie anche al nuovo panorama politico e sociale che, con l'avvento della nuova sinistra e del movimento per il disarmo nucleare e l'intensificarsi delle lotte studentesche, fa emergere un pubblico più ricettivo nei confronti delle proposte anarchiche. Nel 1971, dopo un periodo dedicato all'insegnamento, ritorna all'edilizia e all'urbanistica, divenendo il responsabile all'istruzione della Town and Country Planning Association, per la quale cura le pubblicazioni del Bulletin of Environmental Education. Lascia l'impiego nel 1979, per trasferirsi in campagna, nel Suffolk, dove si dedica esclusivamente all'attività di saggistica.
Muore l'11 febbraio 2010.

## Influenze
Il pensiero di Ward è stato influenzato in gran parte dagli anarchici classici come Pëtr Alekseevič Kropotkin e da altri pensatori non propriamente anarchici come Alexander Herzen (soprattutto per la sua formazione politica), Martin Buber e Isaiah Berlin. Dell'opera di Kropotkin Campi, fabbriche e officine Ward fece una versione aggiornata intitolata Fields, Factories and Workshops Tomorrow.
Il debito di Ward nei confronti degli scritti di Kropotkin è evidenziato dallo stesso Ward nell'opera La pratica della libertà. Particolarmente importante è l'insistenza in Kropotkin sul ruolo della cooperazione, come nell'opera Il mutuo appoggio, dove il filosofo moscovita dimostra come cooperazione e aiuto reciproco siano diffusi tanto nel mondo animale che tra gli esseri umani. Ciò che differenzia il pensiero dei due è che mentre Kropotkin credeva che il passaggio ad una struttura sociale di tipo anarchico sarebbe giunto attraverso una violenta rivoluzione sociale, Ward individua nei gruppi cooperativi e nelle moderne società un momento intermedio verso la trasformazione anarchica. La linea di pensiero di Ward da questo punto di vista è più vicina a quella di Gustav Landauer, che definisce l'anarchia come l'attualizzazione di qualcosa che è sempre stato presente accanto allo Stato. In un articolo del 1910, Landauer sosteneva che lo Stato non è un qualcosa che si può distruggere con una rivoluzione ma si tratta di una condizione e di un determinato modo di relazionarsi tra gli esseri umani, che si può distruggere o cambiare solo instaurando relazioni di tipo diverso.
Altre scrittori che hanno influenzato in modo rilevante il pensiero di Ward sono Patrick Geddes (come testimoniato nel libro Influences) e Lewis Mumford (per quel che concerne il pensiero regionalista). Anche due periodici, entrambi americani, risultano importanti per la sua formazione: Politics, diretto da Dwight McDonald (Ward lo considerava il suo ideale di rivista politica), e Why? (1942-'47), poi divenuto Resistance (1947-'52), nella cui redazione figuravano David Wieck (ricordato insieme alla compagna Diva Agostinelli da Ward come anarchici con una visione simile alla sua) e Paul Goodman.
L'articolo di Wieck sull'azione diretta viene pubblicato su Anarchy e in seguito ripreso dalla stampa anarchica di tutto il mondo. Goodman, che collaborava anche con Politics e Anarchy, è uno degli autori che maggiormente influenza Ward (in particolare con Communitas) e che Ward stesso ritiene essere l'anarchico del XX secolo più vicino alle sue idee. Alla memoria di Goodman Ward dedica La pratica della libertà.

## Anarchy in Action: il pensiero
Il libro Anarchy in Action, pubblicato nel 1973, è l'unico dedicato specificamente alla teoria anarchica. La ricerca di Ward è focalizzata su come la società possa produrre proposte alternative a quelle dominanti. Il fulcro del suo pensiero è: l'anarchia è la più efficace forma d'organizzazione sociale, non una organizzazione ipotetica, ma una vivente realtà sociale. Una realtà che è sempre esistita e che tuttora esiste come "un seme sotto la neve", pur schiacciata dall'oppressione della gerarchia, dello Stato e del capitalismo.
Gran parte dei suoi libri si occupano dei modi "non ufficiali" utilizzati dalle persone per rimodellare l'ambiente, sia rurale, sia urbano, attraverso la possibilità degli esseri umani di apprendere i modi della cooperazione, in modo da consentire una transizione dall'ordine presente alla società cooperativa che egli vuole che si raggiunga. Ward sostiene che gli esseri umani sono collaborativi per natura e che le stesse strutture e istituzioni sociali esistenti, per capitaliste e individualiste che siano, si disintegrerebbero se non esistesse la forza aggregante del mutuo appoggio e della consociazione, pur tanto sottovalutati oggi. La società non si trasforma alla stregua dei salti climatici millenari, ma in ragione di una situazione prolungata di doppio potere nel corso della lotta tra tendenze autoritarie e tendenze libertarie, dove è del tutto improbabile la vittoria schiacciante e definitiva delle une o delle altre. La cooperazione ed il mutuo appoggio, fine e sintesi del pensiero anarchico, si ottengono attraverso il ricorso all'azione diretta, organizzata in modo libero. Ed è l'azione diretta che Ward definisce come forme che "liberano la grande rete della cooperazione tra gli esseri umani".
Secondo Ward, alla crescita dello Stato ed alla sua relativa burocratizzazione, alla nascita di imprese di dimensioni colossali ed alla diffusione dell'iniquità sociale a causa del proliferare del privilegio gerarchico, corrisponderà la nascita di organizzazioni parallele ed alternative che esemplificano il metodo anarchico e rivendicano un controllo dal basso. Alcuni esempi che Ward fa sono il movimento di descolarizzazione, i gruppi di self-help terapeutico, i movimenti di occupazione delle case, le cooperative di inquilini e di consumo, i sindacati autonomi e i progetti di autocostruzione e di commercio locale.
La particolarità di Ward nel contesto del pensiero anarchico è che egli si è avvicinato all'anarchismo avendo alle spalle una formazione nel campo dell'architettura, dell'urbanistica e della pianificazione del territorio. Nella sua visione, rimprovera agli anarchici di essere troppo tradizionalisti e di essere troppo attaccati al proprio passato ed è convinto del fatto che un vero obbiettivo per essere raggiunto deve essere vicino e che ogni generazione ha i propri obbiettivi e le proprie esigenze. Ward individua come prospettive più interessanti e feconde per l'anarchismo, il movimento ecologista ed ambientalista e rimprovera agli altri anarchici di non seguire il suo esempio, ovvero l'applicazione diretta e concreta delle teorie anarchiche alle discipline in cui operano.

## Il bambino e la città
Il bambino e la città è il titolo di un libro di Colin Ward che raccoglie studi, saggi, riflessioni e testimonianze, con l'intento di mettere il bambino e il suo modo di interagire con lo spazio al centro del problema e della crisi dello sviluppo urbanistico. Il bambino è maestro, indica vie, rende espliciti principi morali, è un portatore di senso e Colin Ward è dalla sua parte in modo esplicito. Dalla parte dei bambini come risorse attive, invocandone il diritto ad avere il proprio tempo e il proprio spazio nel mondo degli adulti, rivendica il valore educativo della strada e della città, si mostra attento al loro uso diretto, spontaneo, "non convenzionale", popolare degli spazi urbani. La sua è una chiara accusa: il primato dell'ordine apparente e rassicurante delle nostre città è solo uno schermo del primato delle merci e del più sfrenato e disordinato profitto. Lo scenario della città, ci avverte, è stato riadattato a uso e consumo di un solo cittadino: maschio, automobilista, borghese di mezz'età, residente fuori città; la deformazione della città avvenuta per rispondere alla domanda degli automobilisti ha impoverito l'esperienza infantile rispetto a quella di qualunque generazione precedente di bambini. Il libro porta studi e testimonianze che dimostrano come l'età dell'indipendenza e della mobilità nella città, l'età per il gioco nelle strade, per prendere gli autobus e camminare da soli o in bicicletta si sia progressivamente alzata a ogni generazione successiva. Il bambino che preferisce uscire fuori di casa è diventato simbolo di "non buono", mentre quello che predilige stare a casa ottiene i vantaggi dello stile di vita consumistico degli adulti: computer, televisione, home video, console ecc. Gli adulti hanno fatto delle scelte creando un mondo in cui si dà fiducia solo ai bambini che si chiudono in casa, prolungando il consumo e sospettando invece di quelli che amano uscire. Di fatto gli adulti hanno negato ai bambini la preziosa varietà delle esperienze accessibili nell'ambiente che li circonda. "La pianificazione urbanistica della città deve tenere presente che i bambini devono poter usare la città, perché nessuna città è governabile se i cittadini non la sentono propria". Le nostre strade non sono sicure, ma i rischi maggiori non vengono dai malintenzionati, ma dagli automobilisti.
La critica anarchica di Ward non è retorica, il suo è un anarchismo pragmatico: non basta solo stare dalla parte dei diritti, bisogna anche metterli in pratica. Lo sguardo sulla città deve da un lato indicarne tutto il male e le inimicizie, ma dall'altro svelarne le potenzialità, le vie perseguibili. Al centro delle sue osservazioni sono le aggregazioni dal basso, i modi inventati e spontanei delle persone per vivere e far parte della città, il fare incerto e procedurale dei gruppi di self help, di volontariato, che agiscono fuori dalla logica del controllo e della regolamentazione dall'alto, per promuovere la costruzione dei modelli sociali e di utilizzo dell'ambiente che ne derivano. C'è sempre qualcosa di auto-educativo, auto-amministrativo in quel che accade spontaneamente nella città, nella relazione tra generazioni, nell'educare inteso come processo sociale, nella stessa esperienza dei bambini e degli adolescenti.
Per Colin Ward, la sinistra riformista e i comunisti di questo secolo hanno la medesima miope prospettiva: vedono nello Stato l'unico possibile garante dei diritti sociali e non sanno riconoscere alcuna forma spontanea e quotidiana di auto-organizzazione, al punto di negarne l'evidenza. Citando Martin Buber, Colin Ward parla del conflitto tra principio politico e principio sociale: "il predominio del principio politico, del potere, della gerarchia e del dominio sull'associazione spontanea per le esigenze comuni provoca una continua diminuzione della spontaneità sociale, espressa nella capacità e nella volontà di svolgere un ruolo attivo nella comunità."